# Amathimysis torleivi
Amathimysis torleivi är en kräftdjursart som beskrevs av Ortiz et al. 2000. Amathimysis torleivi ingår i släktet Amathimysis och familjen Mysidae. Inga underarter finns listade i Catalogue of Life.